# Frederik III van Brandenburg-Ansbach
Frederik III van Brandenburg-Ansbach (Ansbach, 1 mei 1616 – Nördlingen, 6 september 1634) was van 1625 tot aan zijn dood markgraaf van Brandenburg-Ansbach. Hij behoorde tot het huis Hohenzollern.

## Levensloop
Frederik was de oudste zoon van markgraaf Joachim Ernst van Brandenburg-Ansbach en gravin Sophie van Solms-Laubach. 
Na de vroege dood van zijn vader in 1625 werd hij op negenjarige leeftijd markgraaf van Brandenburg-Ansbach. Wegens zijn minderjarigheid werd hij onder het regentschap geplaatst van zijn moeder. Op zijn achttiende verjaardag werd hij officieel volwassen verklaard en begon hij zelfstandig te regeren.
Frederik regeerde slechts enkele maanden: in september 1634 sneuvelde hij namelijk toen hij tijdens de Dertigjarige Oorlog aan Zweedse zijde vocht in de Slag bij Nördlingen. Omdat hij door zijn jonge leeftijd ongehuwd en kinderloos gebleven was, werd hij opgevolgd door zijn jongere broer Albrecht II.